# Південний Кенсінгтон
Південний Кенсінгтон (англ. South Kensington) — південна частина Кенсінгтона в Лондоні, яка слідом за проведенням першої всесвітньої виставки за ініціативою принца Альберта була перетворена на музейне містечко Альбертополь (Albertopolis).

## Культурно-просвітницькі установи
Основні культурно-просвітницькі установи вікторіанської епохи, що розташовані вздовж Виставкової дороги (Exhibition Road) :
| Зображення | Назва                              | Рік відкриття |
| ---------- | ---------------------------------- | ------------- |
|            | Музей природознавства              | 1881          |
|            | Політехнічний музей                | 1857          |
|            | Альберт-холл                       | 1871          |
|            | Імперський коледж Лондона          | 1851          |
|            | Музей Вікторії та Альберта         | 1852          |
|            | Королівське географічне товариство | 1830          |
|            | Королівський коледж музики         | 1882          |

## Персоналії
- Джон Гілгуд (1904—2000) — британський актор театру і кіно.